# Ellery Clark
Ellery Harding Clark, ameriški atlet, * 13. marec 1874, West Roxbury, Massachusetts, ZDA, † 27. julij, 1949, Hingham, Massachusetts.
Clark je prvi olimpijski prvak tako v skoku v višino, kot tudi v skok v daljino iz prvih poletnih olimpijskih iger moderne dobe leta 1896 v Atenah. Na igrah je nastopil tudi v suvanju kroge, kjer pa ni bil uvrščen. Nastopil je še na Olimpijskih igrah 1904 v St. Louisu, kjer je v mnogoboju osvojil peto mesto.